# Lago Emma Matilda
Il lago Emma Matilda si trova entro i confini del parco nazionale del Grand Teton, nello stato del Wyoming. Il lago prende il nome dalla moglie di William O. Owen, che è stato il primo, insieme ad altri tre alpinisti, a raggiungere in scalata la vetta del Grand Teton nel 1898. È un lago naturale lungo circa 4,3 km e può essere raggiunto per mezzo di un sentiero di circa 1,6 km proveniente dal lago Two Ocean. Intorno al lago si sviluppa una serie di percorsi escursionistici per una lunghezza totale di circa 14,6 km percorrendo i quali è possibile ammirare in lontananza la catena delle Teton Range.